# Stratford, Texas
Stratford là một thành phố thuộc quận Sherman, tiểu bang Texas, Hoa Kỳ. Năm 2010, dân số của xã này là 2017 người.

## Dân số
- Dân số năm 2000: 1991 người.
- Dân số năm 2010: 2017 người.